# ديليس بريس
ديليس بريس (بالإنجليزية: Dilys Breese)‏ هي منتجة تلفزيونية وعالمة طيور بريطانية، ولدت في 2 يونيو 1932 في أبرغافني ‏ في المملكة المتحدة، وتوفيت في 22 أغسطس 2007.

## وصلات خارجية
- ديليس بريس على موقع IMDb (الإنجليزية)
- ديليس بريس على موقع قاعدة بيانات الفيلم (الإنجليزية)